# Echemoides
Echemoides Mello-Leitão, 1938 è un genere di ragni appartenente alla famiglia Gnaphosidae.

## Distribuzione
Le 15 specie note di questo genere sono diffuse in America meridionale: 9 specie sono state rinvenute in Cile e 5 in Argentina.

## Tassonomia
Considerato un sinonimo anteriore di Zodariops Mello-Leitão, 1939, a seguito di un lavoro di Platnick (1993c).
Non sono stati esaminati esemplari di questo genere dal 2007.
Attualmente, a giugno 2015, si compone di 15 specie:
1. Echemoides aguilari Platnick & Shadab, 1979 — Perù
2. Echemoides argentinus (Mello-Leitão, 1940) — Argentina
3. Echemoides balsa Platnick & Shadab, 1979 — Argentina
4. Echemoides cekalovici Platnick, 1983 — Cile
5. Echemoides chilensis Platnick, 1983 — Cile
6. Echemoides gayi (Simon, 1904) — Cile
7. Echemoides giganteus Mello-Leitão, 1938[2] — Argentina
8. Echemoides illapel Platnick & Shadab, 1979 — Cile
9. Echemoides malleco Platnick & Shadab, 1979 — Cile
10. Echemoides mauryi Platnick & Shadab, 1979 — Paraguay, Argentina
11. Echemoides penai Platnick & Shadab, 1979 — Perù, Cile
12. Echemoides penicillatus (Mello-Leitão, 1942) — Paraguay, Argentina
13. Echemoides rossi Platnick & Shadab, 1979 — Cile
14. Echemoides schlingeri Platnick & Shadab, 1979 — Cile
15. Echemoides tofo Platnick & Shadab, 1979 — Cile

### Sinonimi
- Echemoides argentinensis (Mello-Leitão, 1942); trasferita dal genere Echemus e posta in sinonimia con E. penicillatus  (Mello-Leitão, 1942) a seguito di un lavoro degli aracnologi Platnick & Shadab (1979a)[1].
- Echemoides pampeanus (Mello-Leitão, 1940); trasferita dal genere Echemus e posta in sinonimia con E. argentinus (Mello-Leitão, 1940) a seguito di un lavoro degli aracnologi Platnick & Shadab (1979a).
- Echemoides uncinatus Mello-Leitão, 1943; posta in sinonimia con E. argentinus (Mello-Leitão, 1940) a seguito di un lavoro degli aracnologi Platnick & Shadab (1979a).

### Omonimi
- Echemoides argentinus (Mello-Leitão, 1941); l'esemplare rinvenuto è stato ritenuto omonimo di E. penicillatus

### Nomen dubium
- Echemoides juninianus (Mello-Leitão, 1939e); esemplare juvenile, reperito in Cile e originariamente ascritto al genere Zodariops della famiglia Zodariidae, a seguito di un lavoro di Platnick (1993c) è da ritenersi nomen dubium.